# El plebeyo
El Plebeyo (em portugués: O plebéu) é uma valsa peruana escrita e composta no primer terço da década dos anos 1930 por Felipe Pinglo Alva apelidado como o bardo imortal. "El plebeyo" é sua canção mais emblemática.

## Histôria
Originalmente se chamou "Luis Enrique, el plebeyo" Existem diversas teorias sobre o orimgem desta valsa, umas desvinculadas (amigos de Pinglo que contavam-lhe seus desventuras) e outras atribuidas a vivências do próprio Felipe Pinglo. Mais tudas estão relacionadas com um amor não correspondido por pertencer os amantes a diferentes classes sociais. Uma teoria que assinala ao próprio Pinglo enquanto trabalhava em uma impressora e se apaxionou de Giannina Zuccarello, fila do dono do negócio. Também se acredita que Zuccarello era uma descendente de
también se cree que Zuccarello era una descendiente de italianos y adolescente vizinha de Pinglo quando este mudou-se dos Barrios Altos até La Victoria entre 1921 e 1923, e que os pais da menina a emviaram a Florença para romper a relação amorosa. Também se acredita que a histõria basa-se num desamor de seu cunhado, Ricardo Rivera. Outra teoria vincula a composição com o filme Ella noble y él plebeyo (ela nobre e ele plebéu) e a data no 16 de maio de 1934.
Sem claridad na data, talvez no 1931, «El plebeyo» foi interpretado por primeira vez pelo cantante Alcides Carreño e o guitarrista Pedro Espinel Torres no Teatro Alfonso XIII de El Callao, com uma partitura escrita pelo chepeano Pedro A. Montalva.
No 1934 aparece publicada seu letra no Nº 1081 de El Cancionero de Lima, um folhetim onde diversos autores expunham suas obras musicais.
No 1938 a canção apareceu em Gallo de mi galpón, um filme com uma narrativa similar à canção, interpretada por Jesús Vásquez.
No 1939, durante o segundo governo do general Óscar R. Benavides, as radiodifusoras receveram a ordem governamental de censurar algumas canções do gênero crioulo, entre as quais estivam várias composições de Pinglo, incluindo «El plebeyo». O governo acreditaba que a autoria da canção pertencia ao lider aprista Víctor Raúl Haya de la Torre, quem nessos momentos achava-se perseguido ao igual que seus partidários.
No 1943 foi gravado pelo trio "Los Trovadores del Perú" baixo o selho discográfico Odeón em Buenos Aires (Argentina).
No 26 de outubro de 1958, os restos mortais de Pinglo foram trasladados a un mausoléu no Cemiterio Presbítero Maestro. As guardilhas da tumba, em forma das primeiras notas musicais de «El plebeyo», foram disenhadas e forjadas pelo decimista Nicomedes Santa Cruz.

## Descrição
Como muitas das composições de Pinglo, «El plebeyo» têm um tono tiene un tono lírico de evidente protesto social ante a desigualdade das classes imperante na capital peruana e a luta social durante o Oncenio de Leguía. Sua letra gira em torno a quatro temas universais: o amor sem barreiras, a igualdade entre humanos através do amor, a desigualdade social e a rebeldía ante a injustiça.
Com respeito à música, a melodía original acha-se perdida, ja que desde 1938, data em que a popularizou a interpretação de Vásquez em Gallo de mi galpón, se têm usado erroneamente os compassos da valsa argentina «Mi Marta».

## Versões
A canção tem sido interpretada tanto em sua versão original de valsa peruana, como em ritmos tão diversos como merengue o salsa. Os cantantes e os grupos que têm incluido «El plebeyo» no seu repertório musical têm sido:
- Pedro Infante[22]
- Fernando Fernández[6]
- Alicia Lizárraga[23]
- Los Trovadores del Perú[24]
- Jesús Vásquez
- Rafael Matallana
- Johnny Ventura
- Gianmarco[17]
- Jaime Cuadra[17]
- Eva Ayllón

## Em outros médios
«El plebeyo» têm servido de inspiração para obras cinematográficas, como o filme Corazón de criollo (llamada también El plebeyo) de Roberto Ch. Derteano y Oswaldo Saravia como Pinglo, que foi estreada no 1938, dois anos depois da morte de seu compositor.
No 1953 estreou-se o filme mexicano El plebeyo de Miguel M. Delgado, na qual Luis Enrique "el plebeyo" foi estrelado por Raúl Martínez, enquanto que a canção que deu nome ao filme foi interpretada por el Trío Calaveras.
Também têm aparecido na minissérie de Panamericana TV El espejo de mi vida (1994) dirigida por José Carlos Huayhuaca, onde o actor Martín Moscoso interpretou a Pinglo e Walter Sancho Dávila interpretava «El plebeyo».
No 2018 anunciou-se que Catherine Pirotta dirigiria um filme basado na vida de Pinglo, interpretado por Martín Velásquez, y sua famosa valsa.
Também se fizo um musical, Amar no es un delito: El plebeyo, escrito e dirigido por Carlos Tolentino, e estrelado por Andrea Aguirre (como Giannina Zuccarello) e Emanuel Soriano (interpretando a Pinglo), que estrenou-se no 5 de agosto de 2017 no Teatro Municipal de Lima.